# Ahô... au coeur du monde primitif
Ahô... au coeur du monde primitif (en castellano, «El corazón del mundo primitivo»), también conocida como Aho! Les Hommes de la Forêt o en inglés Ahô... The Forest People (en castellano, «La gente del bosque»), es un documental dirigido por Daniel Bertolino y François Floquet, estrenado en Canadá para la televisión el 20 de noviembre de 1975. Su guion fue escrito originalmente por el escritor francés Georges Perec, pese a que el original se ha perdido.
El documental también fue presentado en el Festival de Aviñón en julio de 1988.